# Cantonul Nivillers
Cantonul Nivillers este un canton din arondismentul Beauvais, departamentul Oise, regiunea Picardia, Franța.

## Comune
| Comune                   | Populație (1999) | Cod poștal | Cod INSEE |
| ------------------------ | ---------------- | ---------- | --------- |
| Bailleul-sur-Thérain     | 1 753            | 60930      | 60041     |
| Bonlier                  | 385              | 60510      | 60081     |
| Bresles                  | 3 749            | 60510      | 60103     |
| Le Fay-Saint-Quentin     | 475              | 60510      | 60230     |
| Fontaine-Saint-Lucien    | 132              | 60480      | 60243     |
| Fouquerolles             | 280              | 60510      | 60251     |
| Guignecourt              | 415              | 60480      | 60290     |
| Haudivillers             | 832              | 60510      | 60302     |
| Juvignies                | 277              | 60112      | 60328     |
| Lafraye                  | 278              | 60510      | 60339     |
| Laversines               | 887              | 60510      | 60355     |
| Maisoncelle-Saint-Pierre | 141              | 60112      | 60376     |
| Nivillers                | 196              | 60510      | 60461     |
| Oroër                    | 538              | 60510      | 60480     |
| Rochy-Condé              | 634              | 60510      | 60542     |
| Therdonne                | 802              | 60510      | 60628     |
| Tillé                    | 1 074            | 60000      | 60639     |
| Troissereux              | 1 128            | 60112      | 60646     |
| Velennes                 | 271              | 60510      | 60663     |
| Verderel-lès-Sauqueuse   | 755              | 60112      | 60668     |